# 5 juin 1945
Le mardi 5 juin 1945 est le 156e jour de l'année 1945.

## Naissances
- André Lacroix, joueur de hockey sur glace canadien
- Annette Hayward, spécialiste de littérature québécoise et essayiste
- John Carlos, athlète américain
- Juha Rantasila, joueur professionnel finlandais de hockey sur glace
- June Gable, actrice américaine
- Oliver O'Grady, prêtre catholique irlandais et violeur d'enfants
- Sylvie Oussenko, chanteuse française
- Wladimiro Panizza (mort le 21 juin 2002), coureur cycliste italien

## Décès
- Antonín Procházka (né le 5 juin 1882), peintre tchèque
- Gustav Fehn (né le 21 février 1892), General der Panzertruppe allemand
- Werner von Erdmannsdorff (né le 26 juillet 1891), général allemand

## Événements
- Création de la province de Rhénanie du Nord